# Directeur de campagne

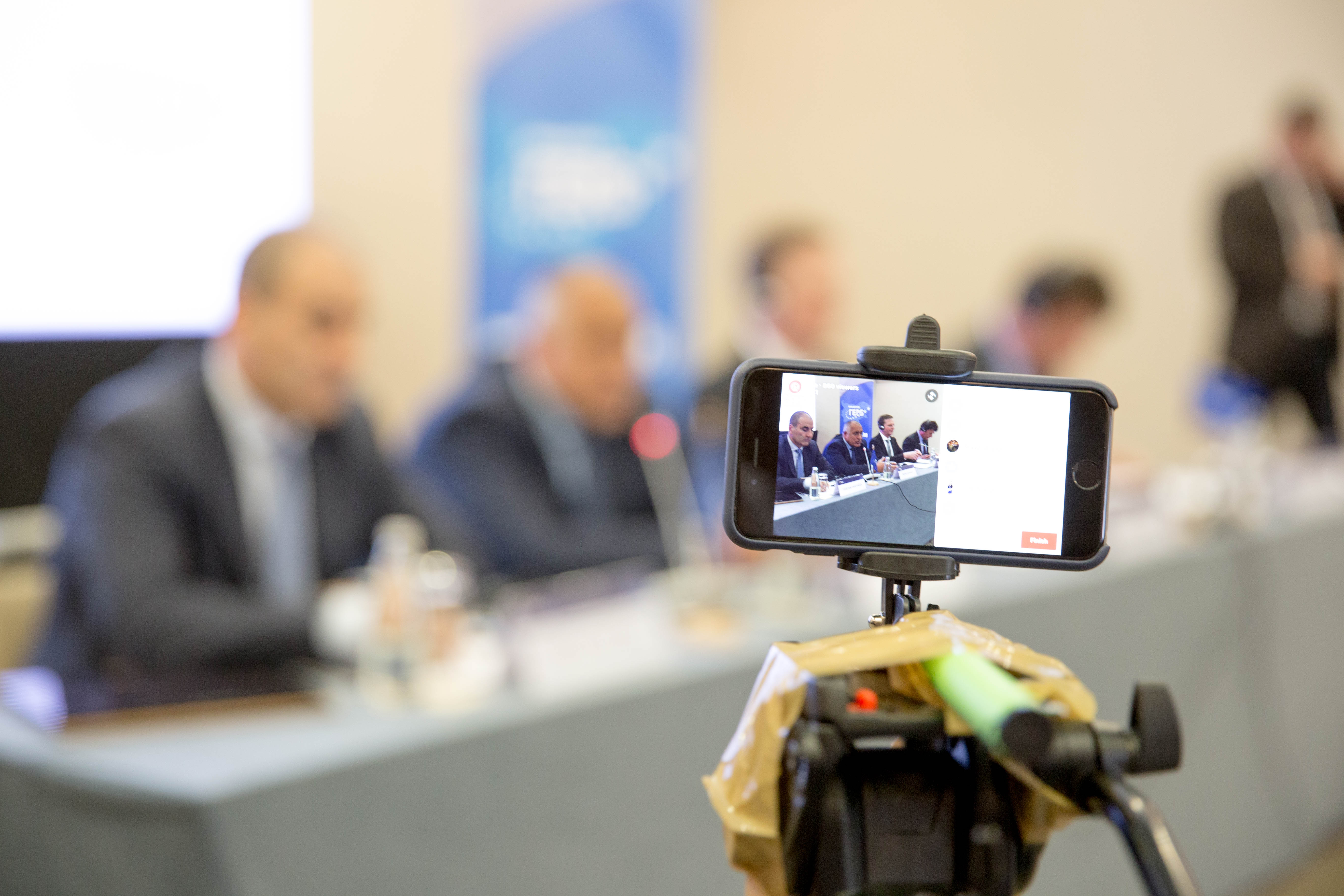
Réunion des directeurs de campagne du PPE à Sofia en 2016.

Un directeur de campagne est une personne chargée d’organiser et de conduire une campagne électorale. À la tête de l’équipe de campagne, il s’occupe de mobiliser tous les moyens nécessaires en faveur du candidat ou de la position défendus afin d'obtenir le meilleur résultat possible. 